# Kortemark
Kortemark és un municipi belga de la província de Flandes Occidental a la regió de Flandes.

## Seccions
| #      | Nom                            | Superfície | Població (1999) |
| ------ | ------------------------------ | ---------- | --------------- |
| I      | Kortemark                      | 20,51      | 6.068           |
| II (V) | Handzame - Handzame - Edewalle | 13,63      | 3.051           |
| III    | Zarren                         | 11,20      | 2.061           |
| IV     | Werken                         | 9,65       | 1.050           |

## Evolució demogràfica
- Font:NIS
- 1977: annexió de Handzame i Zarren-Werken (+34,49 km² i 6.405 habitants)

## Situació

Mapa de Kortemark

| - a. Torhout - b. Gits (Hooglede) - c. Hooglede - d. Staden - e. Houthulst - f. Klerken (Houthulst) - g. Esen (Diksmuide) - h. Vladslo (Diksmuide) - i. Bovekerke (Koekelare) - j. Koekelare - k. Ichtegem |